# Karl Moser (Bischof)

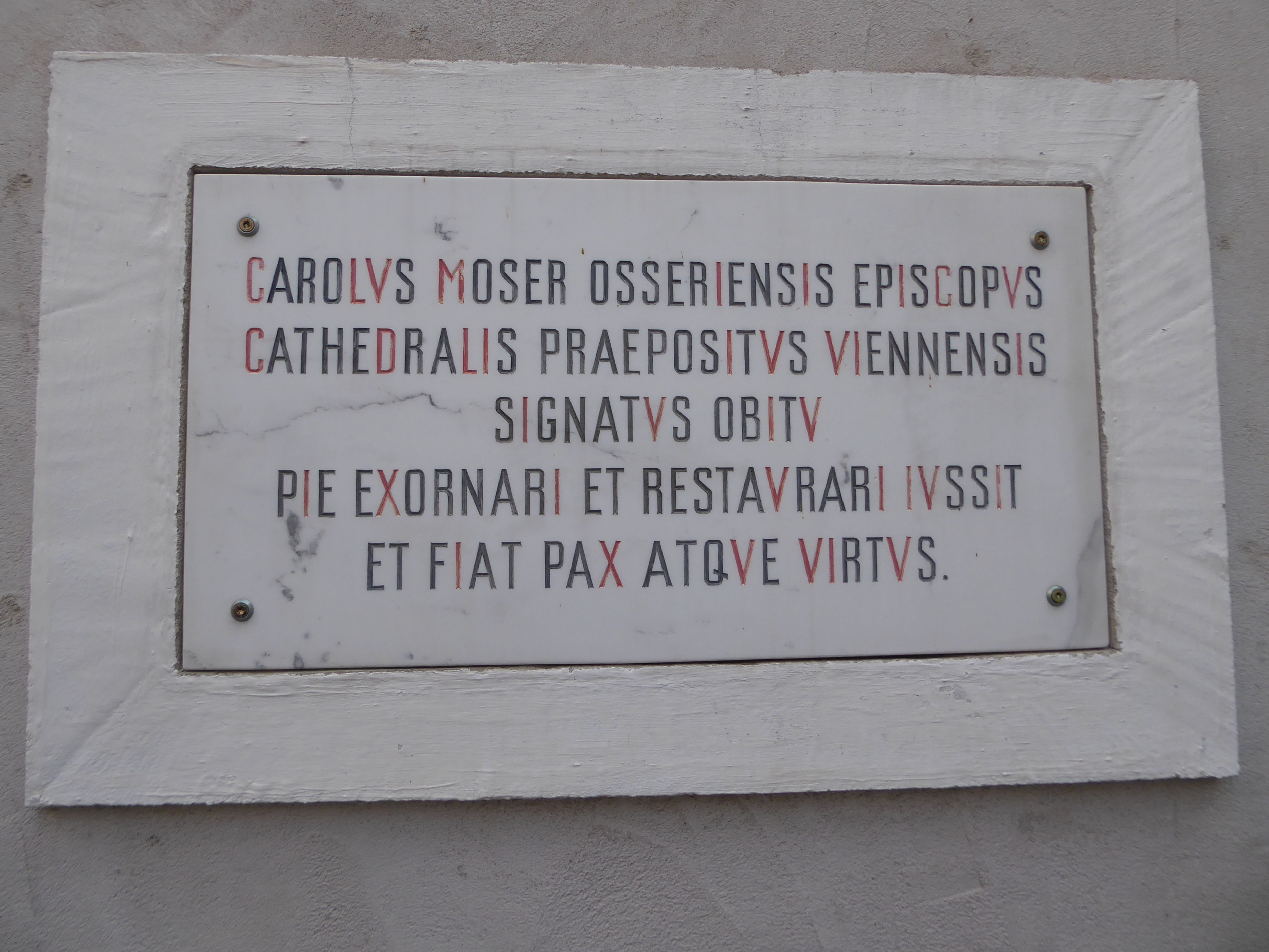
Gedenktafel im Schloss Kirnberg an der Mank für seine Tätigkeit als Dompropst mit Chronogramm 1991

Karl Moser (* 9. Jänner 1914 in Förthof/Stein an der Donau; † 19. September 1991) war Weihbischof in der Erzdiözese Wien.

## Leben
Moser empfing die Priesterweihe für die Erzdiözese Wien am 30. Oktober 1938 in Rom. Am 1. Juni 1953 wurde er zum Ordinariatskanzler ernannt, im selben Jahr zum Wirklichen Erzbischöflichen Konsistorialrat. Am 6. Dezember 1958 erfolgte die Bestellung zum Domkapitular rudolfinischer Stiftung an St. Stephan; er stand später dem Domkapitel vom 1. Juli 1985 bis zu seinem Tod als Dompropst vor. Am 1. März 1961 wurde er gemeinsam mit Jakob Weinbacher zum Generalvikar ernannt. Am 1. September 1969 folgte Erzbischof-Koadjutor Franz Jachym den beiden Generalvikaren in diesem Amt nach.
Die Ernennung zum Weihbischof in Wien und Titularbischof von Absorus erfolgte am 9. Juli 1969. Die Bischofsweihe spendete ihm am 12. Oktober desselben Jahres der Erzbischof von Wien, Kardinal Franz König; Mitkonsekratoren waren Erzbischof-Koadjutor Franz Jachym und Weihbischof Jakob Weinbacher.
Moser starb am 27. September 1991 im Alter von 77 Jahren und wurde in der Domherrengruft des Wiener Stephansdoms bestattet.